# Mirosławice (powiat pabianicki)
Mirosławice – wieś w Polsce położona w województwie łódzkim, w powiecie pabianickim, w gminie Lutomiersk przy drodze wojewódzkiej nr 710. Miejscowość położona jest na Wysoczyźnie Łaskiej.
Mirosławice znajdują się na trasie łódzkiego tramwaju podmiejskiego do Lutomierska (linia tramwajowa nr 43).

## Historia
Od 1867 w gminie Rszew. Pod koniec Mirosławice wieku liczyły 280 mieszkańców. W okresie międzywojennym należały do powiatu łódzkiego w woj. łódzkim. 1 kwietnia 1927 zniesiono gminę Rszew, a Mirosławice włączono do gminy Babice. 1 września 1933 utworzono gromadę Mirosławice w granicach gminy Babice, składającą się ze wsi Mirosławice, kolonii Mirosławice, młyna Mirosławice i folwarku Żabiczki.
Podczas II wojny światowej włączona do III Rzeszy. Po wojnie Mirosławice powróciły do powiatu łódzkiego woj. łódzkim jako jedna z 8 gromad gminy Babice. 21 września 1953 gminę Babice przemianowano na Kazimierz.
W związku z reorganizacją administracji wiejskiej jesienią 1954, Mirosławice weszły w skład nowej gromady Kazimierz. W 1971 roku ludność wsi wynosiła 288.
Od 1 stycznia 1973 sołectwo w gminie Lutomiersk.
29 kwietnia 1975 wschodnią część Mirosławic (37 ha) włączono do Konstantynowa Łódzkiego.
W latach 1975–1998 miejscowość administracyjnie należała do województwa sieradzkiego.